# Eduardo Pedro Tonni
Eduardo Pedro Tonni (n. Sarandí, Avellaneda, 12 de mayo de 1945) es un paleontólogo, paleoclimatólogo y profesor argentino.
Se licencia en Paleontología de Vertebrados, en la Facultad de Ciencias Naturales y Museo de la Universidad Nacional de La Plata, el 10 de junio de 1969. Se doctora como Doctor en Ciencias Naturales, el 30 de octubre de 1973 por la misma Universidad.
Desde su primera publicación en 1969 inicia el estudio de la "Paleontología del Cuaternario", área sin desarrollo hasta ese momento en Latinoamérica. Ha estudiado aves cenozoicas, paleontología arqueológica, paleoclimatología y bioestratigrafía.
En los 1970s, hace los primeros estudios de la fauna de vertebrados yuxtapueta a yacimientos arqueológicos; comenzando trabajos sobre clima y ambiente del Cuaternario, enfáticamente sobre la provincia de Buenos Aires: estudios paleoclimáticos y paleoambientales continuados con Alberto Cione.

## Algunas publicaciones
- Tonni, EP; A Cione, R Pasquali. 1998. “Los climas del Cuaternario. Causas y consecuencias”. Ciencia Hoy 8 ( 45) marzo-abril de 1998 : 52-60
- Tonni, EP; R Pasquali. 1998. “El origen de los mamíferos sudamericanos”. Educación en Ciencias 2 ( 4) marzo-junio de 1998 : 30-41
- Tonni, EP; RC Pasquali. 1999. El estudio de los mamíferos fósiles en la Argentina. Ciencia Hoy 9 ( 53) : 22-31
- Tonni, EP; AL Cione, M Bond. 1999. Quaternary vertebrate palaeontology in Argentina. Now and then. En: E.P. Tonni and A.L. Cione (eds.), Quaternary vertebrate paleontology in South America. Quaternary of SouthAmerica and Antarctic Peninsula 12: 5-21.
- Soibelzon, LH; LM Pomi, Tonni, EP, Rodríguez, S y Dondas, A. En prensa. First Report of a Short-Faced Bears’ den (Arctotherium angustidens). Palaeobiological and Palaeoecological implications. Alcheringa vol 33, issue 2.
- Tonni, EP; R Pasquali. 2000. “¿Divulgación científica o ‘vulgarización’ de la ciencia?”. Ciencia Hoy 10 ( 57) : 51-57
- Cione, AL; MM Azpelicueta, M Bond, AA Carlini, JR Casciotta, MA Cozzuol, M de la Fuente, Z Gasparini, FJ Goin, J Noriega, GJ Scillato-Yané, LH Soibelzon, EP Tonni, D Verzi, MG Vucetich. 2000. Miocene Vertebrates From Paraná, Eastern Argentina. En: Aceñolaza F.G. y Herbst R. (Eds.). El Neógeno de Argentina INSUGEO, serie Correlación Geológica, 14: 191-237, Tucumán.
- Soibelzon, LH; EP Tonni, M Bond. 2001. Arctotherium latidens (Ursidae, Tremarctinae) en el Pleistoceno de la Provincia de Buenos Aires, Argentina. Comentarios Sistemáticos y Bioestratigráficos. XI Congreso Latinoamericano de Geología y III Congreso Uruguayo de Geología. Con referato. CD (versión electrónica sin paginación) 6 pp.
- Tonni, EP; A Tonni. 2001. Patrimonio paleontológico y arqueológico. Consideraciones sobre la integración delpatrimonio cultural. Museo 3: 23-29. A.P.A. Publicación Especial 10, 2005
- Tonni, EP; R Pasquali. 2002. “El Gran Intercambio Faunístico Americano”. Cartilla de Difusión de Ciencias Naturales, Centro de Investigaciones Científicas, CICYTTP-Diamante, año 2, N.º 1, octubre de 2002, pp. 1-12.
- Cione, AL, EP Tonni, LH Soibelzon. 2003. The broken Zig-Zag: Late Cenozoic large mammal and turtle extinction in South America. Revista del Museo Argentino de Ciencias Naturales "Bernardino Rivadavia" 5(1): 1-19
- Tonni, EP. 2005a. Asociación Paleontológica Argentina. Publicación Especial 10. ISSN 0328-347X 50.º Aniversario: 73-85. Buenos Aires, 25-11-2005. Asociación Paleontológica Argentina
- Soibelzon, LH; EP Tonni, M Bond. 2005b. The fossil record of the South American Short-faced bears (Ursidae, Tremarctinae). Journal of South America Earth Sciences 20: 105-113.
- Soibelzon, E; AA Carlini, EP Tonni, LH Soibelzon. 2006. Chaetophractus vellerosus (Mammalia: Dasypodidae) in the Ensenadan (Early-Middle Pleistocene) of the southeastern Pamean region (Argentina). Paleozoogeographical and paleoclimatic aspects. Neues Jahrbuch für Geologie und Palaeontologie Abh.12: 734-748
- Cione, AL, EP Tonni, S Bargo, M Bond, AM Candela, AA Carlini, CM Deschamps, MT Dozo, G Esteban, FJ Goin, CI Montalvo, N Nasif, JI Noriega, E Ortiz Jaureguizar, R Pascual, JL Prado, MA Reguero, GJ Scillato-Yané, L Soibelzon, DH Verzi, E Carolina Vieytes, SF Vizcaíno, MG Vucetich. 2007. Mamíferos continentales del Mioceno tardío a la actualidad en la Argentina: cincuenta años de estudios. Ameghiniana Publicación Especial N.º 11: 257-278

### Como editor
- UBILLA, M; D PEREA. 1999. Quaternary vertebrates of Uruguay: A biostratigraphic, biogeographic and climatic overview; En: Quaternary Vertebrate Paleontology in South America. Tonni, E. P. y Cione, A. L. (eds.): 75-90. Quaternary of South America and Antarctic Península 12.

### Como Director de Tesis
- SOIBELZON, LH. 2002. Los Ursidae (Carnivora, Fissipedia) fósiles de la República Argentina. Aspectos Sistemáticos y Paleoecológicos. Trabajo de tesis para optar al título de Doctor en Ciencias Naturales, Tonni, EP (Director), Facultad de Ciencias Naturales y Museo, Universidad Nacional de La Plata. 239 pp. + 42 Figuras + 16 Tablas (inédito). La Plata.

### Trabajos presentados en reuniones científicas
- Pasquali, RC; EP Tonni. 2003. “Alcide d’Orbigny y el noreste bonaerense en la historia de la estratigrafía y de las teorías sobre el origen de los “sedimentos pampeanos”. Remitido para ser presentado en el VIII Encuentro de Historia Regional del Sur Santafecino y Norte Bonaerense, San Pedro, provincia de Buenos Aires, 15 de noviembre de 2003
- Pasquali, RC; EP Tonni. 2002. ”Historia de los estudios geológicos, paleontológicos y paleoantropológicos del norte de la provincia de Buenos Aires”. VII Encuentro de Historia Regional del Sur Santafecino y Norte Bonaerense, Arrecifes, provincia de Buenos Aires, 5 de octubre de 2002
- Pasquali, RC; EP Tonni, AA Carlini, JO San Cristóbal. 2001. ”Geología y paleontología del Cuaternario en los partidos de Arrecifes, Capitán Sarmiento, Salto y San Antonio de Areco, provincia de Buenos Aires”. Reunión Anual de Comunicaciones de la Asociación Paleontológica Argentina, Diamante, Entre Ríos, 2001. Resumen publicado en el Suplemento de la revista Ameghiniana 38 ( 4): 39 R.

### Libros
- Tonni, EP. 1994 La historia de un arroyo. Un encuentro con los fósiles. Ed. Lumen. 24 pp.

- Tonni, EP; MT Alberdi, G Leone. 1995. Evolución Biológica Y Climática De La Región Pampeana Durante Los Últimos Cinco Millones De Años: Un Ensayo De Correlación Con El Mediterráneo Occidental. 423 pp. ISBN 8400075587
- Tonni, EP; RC Pasquali. 1998. Mamíferos Fósiles: Cuando En Las Pampas Vivían Los Gigantes. 79 pp. ISBN 9504388205
- Tonni, EP; RC Pasquali. “Fauna sudamericana. Una historia de 65 millones de años”. Edición de los autores, Buenos Aires, 1997-1998, ISBN 950-43-8820-5
- Carlini, A; EP Toni. 2000. Mamíferos Fósiles del Paraguay. Ed. de Coop. Técnica Paraguayo-Alemana, Buenos Aires. 108 pp.
- Tonni, EP; RC Pasquali. 2002. Los que sobrevivieron a los dinosaurios. 120 pp. Ed. Naturaleza Austral

## Honores

### Premios
- Ricardo C. Pasquali y Eduardo P. Tonni. "Los mamíferos fósiles de Buenos Aires". Primer Premio en la categoría "Docentes e Investigadores” en el concurso de investigación del Programa "Historias Bajo las Baldosas", otorgado por el Gobierno de la Ciudad Autónoma de Buenos Aires. Buenos Aires, 14 de agosto de 2003.

### Homenajes
- La sala 5 del Museo Museo de Ciencias Naturales de Miramar fue bautizada en homenaje al Eduardo Pedro Tonni.[1]

## Abreviatura (zoología)
La abreviatura Tonni  se emplea para indicar a Eduardo Pedro Tonni como autoridad en la descripción y taxonomía en zoología.